# Лютеранство
Лютера́нство (лат. Lutheranismus, англ. Lutheranism) — християнська течія, напрямок протестантизму, започаткований у XVI ст. німецьким католицьким священиком Мартіном Лютером із Віттенберга, який закликав до реформаційних перетворень в Церкві, чим спричинив Реформацію. Лютеранство набуло загального поширення серед країн германських мов: в Північній і Східній Німеччині, Данії, Норвегії, Швеції, Ісландії, а також Латвії, Естонії та США. На українських землях лютеранство почало поширюватися зі середини XVI ст, як найперша протестанська течія, що стала відома українцям. Головним чином, віровчення ґрунтується на протестанських п'яти солах і тлумачиться завдяки Книзі злагоди, як основоположному релігійному документі, що додається коментарем до Біблії. 
Розкол між лютеранами і римо-католиками став явним і публічним після Вормського едикту 1521 року: едикти сейму засудили доктора Мартіна Лютера і офіційно заборонили громадянам Священної Римської імперії захищати або поширювати його ідеї, піддавши прихильників лютеранства гонінням, у вигляді конфіскації всього майна на користь імперського уряду та сторони звинувачення поділом вилученого навпіл. Розкол здебільшого стосувався двох питань: належного джерела влади в церкві, яке часто називають формальним принципом Реформації, та доктрини прощення, яку часто називають матеріальним принципом лютеранської теології. Лютеранство відстоює доктрину прощення «тільки Благодаттю через віру на підставі лише Писання», таким чином встановлюючи абсолютний авторитет Святому Письму в усіх питаннях віри. Це контрастує з вірою Римо-католицької церкви, визначеної на Тредентському соборі, щодо авторитету, який випливає як від Писання, так і Передання.
Лютерани визнають авторитет Біблії та 2 таїнства, ставлення до святих відрізняється від того, як їх шанують католики і православні. Лютеранство має відмінний погляд на христологію, питання благодаті, передвизначеність тощо. На відміну від кальвіністів та новітніх протестантів, лютерани мають літургію та деякі практики католицької церкви, зокрема єпископську систему управління. На сьогодні лютеранство об'єднує близько 77—80 млн. осіб по всьому світу. Існує декілька лютеранських організацій, віровчення яких інколи суперечить одна одній, через децентралізований устрій.

## Етимологія
Найменування «лютеранин» виникло спершу як зневажливий термін, що використовувався проти М. Лютера німецьким схоластичним теологом доктором Йоганном Майєром фон Екком під час Лейпцизького диспуту у липні 1519 року. Екк та інші римські католики йшли за прикладом традиційної практики йменувати будь-яку єресь на честь її лідера, таким чином позначаючи всіх, хто ототожнював себе з теологією Мартіна Лютера, як лютеран.
Мартін Лютер ніколи не любив термін «лютеранин», і напроти віддав перевагу позначенню «євангеліст», що походить від euangelion (εὐαγγέλιον), грецького слова, що перекладається як «добра звістка», тобто «Євангеліє». Послідовники Жана Кальвіна, Ульріха Цвінглі та інших богословів, пов'язаних із реформатською традицією, також використовали цей термін. Щоб розрізняти дві євангелічні групи, дехто почав називати їх євангелісти-лютерани та євангелісти-реформатори. Згодом, слово «євангеліст» було скасовано. Самі лютерани почали використовувати термін «лютеранство» у середині XVI століття, щоб відрізнити себе від інших груп, таких як анабаптисти та кальвіністи.

## Віровчення
Лютерани визнають лише авторитет Святого Письма (Біблії), як єдине джерело Божого Слова, і три найстаріші символи віри: Апостольський, Нікейський і Афанасіївський. Крім цього лютерани визнають ще шість документів, які відрізняють їх від інших церков: Великий катехізис Лютера і малий катехізис (1529), Аугсбурзьке сповідання (1530), Апологію Аугсбурзького сповідання (1531), Шмалькальдські статті (1537) і Формулу Злагоди (1577). Девятка цих символічних текстів (включно з 3 символами віри) складають так звану «Книгу згоди», опубліковану в Дрездені 1580 року саксонським курфюрстом Августом. У ній постулюється, що Святе Письмо є єдиним мірилом віри. Поза Біблією інші християнські канонічні книги та символи не мають релігійного авторитету для лютеран; ці тексти сприймаються як коментаторські пам'ятки до Святого Письма.
Лютеранство відкидає першість і всесвітню владу папства як божественного інституту; заперечується католицька доктрина про існування чистилища та молитви до Марії та святих. Реформаторський рух, ініційований Лютером, стверджує унікальну цінність Писання та перевагу віри в Ісуса Христа. Лютер розвинув вчення про загальне священство, в якому він стверджує, що кожен віруючий може прийти до Бога без потреби в посереднику, не применшуючи важливості пасторів як тих, хто виконує слово і обряди. Згідно з Лютером, всі віруючі є священиками через духовні жертви покаяного серця в молитві.
В основі лютеранського «символу віри» лежить ідея виправдання грішника. Первородний гріх сприймається як цілковита руйнація людської природи, внаслідок чого будь-які діяння, навіть добрі, є в основі спотвореними. Відповідно, людина знаходить собі виправдання в Божих очах і благодать лише не через ці діяння, а через віру у Бога і примирення з ним. Справедливість, як і милість Божа, не залежить від особистих чеснот людини, але дається по особистій волі Творця і сповіщається Святим Духом. Бог не впливає насильницьки на волю людини, але, як абсолютний пан, направляє волю до своєї мети. В результаті людина діє вільно навіть в питанні власного порятунку, оскільки істинно вільна лише людина «виправдана» — її доля вже визначена Богом, який вирвав її із земних умовностей.
Іншими особливостями лютеранства є визнання лише 2 таїнств: Хрещення та Причастя. У лютеранській церкві зберігся єпископат, в храмах дозволяються ікони та розп'яття, але їм приділяється небагато уваги. Центральне місце в богослужінні займає проповідь.
Спрощуючи, не можна говорити про єдину лютеранську церкву, оскільки існує кілька церков або підгалузей, що виникли з лютеранського руху. Сьогодні гілка лютеранства поступово починає вливатися в решту євангелічного (протестантизму), тоді як існує лютеранський рух (пов'язаний з традицією Англіканської Високої Церкви), який рухається ближче до католицизму, як це було з самого початку. У лютеранстві також є харизматичні рухи відродження, які активно діють у Африці.

## Догматика
Основні ідеї лютеранського богослов'я, які здебільшого відповідають євангельській вірі, можна коротко висловити у трьох латинських формулах:
- Sola gratia (тільки благодаттю): тільки Христос може виправдати нас. Справи, включаючи церковні таїнства та будь-які інші види людські намагання, не є причиною спасіння людини. Христос помер за нас, і через Нього, через віру, ми врятовані, щоб ніхто не вірив, що він спасен своїми заслугами, і не хвалився своїми ділами. Тому спасіння – справа виключно Божої благодаті (Ефесян 2:8-10).
- Sola Scriptura (тільки Писанням): єдиним джерелом одкровення і основою християнської доктрини є Святе Письмо Старого і Нового Завітів.
- Sola fide (тільки вірою): тільки віра, через благодать Божу, рятує нас. Жодні справи не можуть врятувати нас, лише віра. Апостол Павло каже: «Бо я не соромлюсь Євангелії, бож вона сила Божа на спасіння кожному, хто вірує, перше ж юдеєві, а потім гелленові. Правда бо Божа з'являється в ній з віри в віру, як написано: А праведний житиме вірою» (Римлян 1:16-17).[2]

## Лютеранська докторина
Важливо відзначити, що лютеранське вчення суттєво відрізняється та протиставляється католицизму, а також має розбіжності з іншими євангелічними конфесіями.

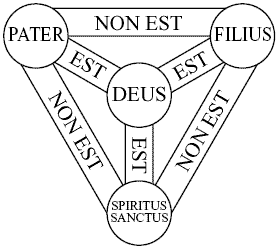
Сприйняття в лютеранстві триєдиності Бога

- Таїнства: Для лютеран Христос встановив два обряди: хрещення і євхаристію згідно зі Святим Письмом. Однак лютерани практикують й інші чотири таїнства, такі як конфірмація, помазання хворого, шлюб і священний сан, які, згідно з Апологією Ауґзбурзького сповідання, можуть називатися обрядами, але розуміються дещо інакше, ніж таїнства, встановлені самим Христом.
- Ікони: Лютерани допускають ікони як данина традиціям, але не ведуть поклоніння.
- Літургія: Лютерани мають історичну літургію, що походить з дотридентської меси, і майже у всіх випадках є більш консервативна, ніж католицька літургія. Декотрі регіони, що мають достатній вплив пієтизму і протестантизму існує певна схожість у обрядовій частині із сучасними формами поклоніння в інших євангельських церквах.
- Одяг та звичаї: Особливістю, що передалася від католицизму, є одяг, який носять деякі пастори: альби, палантини, чаші, ряси і т.д.
- На відміну від католицьких священиків, лютеранські пастори можуть одружуватися та мати сім'ї. Конфесійні лютерани продовжують зберігати, згідно з традиційним тлумаченням Святого Письма і Священного Передання, суворо чоловіче пасторське висвячення. Однак інші лютерани, більш схильні до прогресивного руху та ліберального богослов'я, висвячують жінок у священики у своїх інститутах.

| Протестантські уявлення про спасіння                                                     | | | |
| У таблиці узагальнено класичні погляди трьох протестантських вірувань стосовно спасіння. | | | |
| Тема                                                                                     | Кальвінізм | Лютеранство | Армініанство |
| Людська воля                                                                             | Тотальне розпуство: Людство має «вільну волю», але воно перебуває в рабстві гріха, поки не буде «перетворено». | Первородний гріх: Людство має вільну волю щодо «благ і майна», але гріховно за своєю природою і не здатне зробити свій внесок у власне спасіння. | Тотальне розпуство: Людство має свободу від бажання, але не «свободу від гріха», якщо тільки це не забезпечується «благодаттю прощення». |
| Вибір                                                                                    | Безумовна благодать                                                                                            | Безумовна благодать | Умовний вибір про спокутування з урахуванням передбаченої віри чи зневіри.                                                               |
| Виправдання та викуплення                                                                | Виправдання лише вірою. Різні погляди на ступінь спокути.                                                      | Виправдання для всіх людей, досконале у смерті Христа і чинне лише через віру.                                                                   | Виправдання стало можливим для всіх через смерть Христа, але відбулося тільки при виборі віри в Ісуса.                                   |
| Конверсія                                                                                | Монергічна, через засоби благодаті, непереборна.                                                               | Монергічна, через засоби благодаті, стійка. | Синергізм, що чинить опір завдяки спільній благодаті вільної волі.                                                                       |
| Завзятість та відступництво                                                              | Непохитність праведників: вічно обрані у Христі неодмінно будуть наполегливо перебувати у вірі.                | Відступ можливий, але Бог дає євангельську надію.                                                                                                | Збереження обумовлено продовженням віри у Христа; з можливістю остаточного відступництва.                                                |

## Історія

### Поширення у північній частині Європи
Лютеранство поширилося по всій Скандинавії в XVI столітті, оскільки монарх Данії-Норвегії (зосібно правитель Ісландії та Фарерських о-вів) і монарх Швеції (зосібно правитель Фінляндії) прийняли лютеранство. Через балтійсько-німецьке та шведське правління лютеранство також поширилося в Естонії та Латвії.
Врешті, з 1520 року в Копенгагені регулярно проводилися лютеранські богослужіння. І попри те, що Данія-Норвегія офіційно залишалася католицькою. За правління Фредеріка I (1523-33), який спочатку обіцяв переслідувати лютеран, невдовзі відбулись перші перетвориння, чим правитель доєднався до політики захисту лютеранських проповідників та реформаторів, найзначнішим з яких був Ганс Таузен.
За правління Фредеріка лютеранство значно поширилося у Данії. На відкритих зборах у Копенгагені, на яких був присутній король Крістіан III в 1536 році, народ кричав: «Ми стоятимемо на боці святого Євангелія і не хочемо більше таких єпископів». Син Фредеріка, пізніший Крістіан III, був відкритим лютеранином, що завадило йому зайняти престол після смерті батька 1533 року. Однак після перемоги в громадянській війні, що відбулася після виступу, в 1536 році став королем Крістіан III, який під час власного правління продовжив просувати Реформацію далі в країні.
Конституцією, на якій має лежати Дансько-норвезька церква, згідно з Церковною ординацією, було «Чисте слово Боже, яке є Закон і Євангеліє». У ньому не згадується Ауґзбурзьке віросповідання. Священики повинні були добре розуміти Писання, щоб проповідувати і пояснювати Євангеліє і послання своїм громадам.
Усе, це подавалось у «Малому катехизі» Лютера, доступному данською мовою з 1532 року. Тоді навчали, що наприкінці життя люди матимуть можливість на: «прощення гріхів» і «будуть зарахованими до праведних» та «вічного життя». Настанова досі актуальна.
Перша повна Біблія данською мовою була заснована на перекладі Мартіна Лютера німецькою мовою. Вона була опублікована в 1550 першим тиражем в 3000 примірників; друге видання вийшло 1589 году. На відміну від католицизму, лютеранська церква не вважає, що традиція є носієм «Слова Божого», або що лише громаді єпископа Риму довірено тлумачити «Слово Боже».
Реформація у Швеції розпочалася з Олауса та Лаврентія Петрі, братів, які після навчання у Німеччині принесли Реформацію до Швеції. Вони привели Густава Вазу, обраного королем у 1523 році, до лютеранства. Відмова папи римського дозволити заміну архієпископа, який підтримав війська, що виступили проти Густава Вази під час Стокгольмської кривавої лазні, призвела до розриву офіційних зв'язків між Швецією та папством у 1523.
Через чотири роки, на сеймі у Вестеросі, королю вдалося змусити сейму визнати його панування над національною церквою. Король отримав у своє розпорядження все церковне майно, а також церковні призначення та утвердження духовенства. Хоча це фактично дало офіційну санкцію лютеранським ідеям, лютеранство не стало офіційним до 1593 року. У цей час Упсальський синод оголосив Святе Письмо єдиним орієнтиром у віри, а чотири документи були прийняті як вірні та авторитетні тлумачення слова Божого: Апостольський Символ віри, Нікейський Символ віри, Афанасійський Символ віри та незмінене Ауґзбурзьке віросповідання 1530. Переклад першого фінського Нового Завіту Мікаеля Агріколи було опубліковано 1548 року.

### Контрреформація та протиріччя
Після смерті Мартіна Лютера в 1546 розпочалася Шмалькальденська війна, як конфлікт між двома німецькими лютеранськими правителями в 1547 році. Незабаром до війни приєдналися війська Священної Римської імперії, які завоювали членів Шмалькальдської ліги і уклали Ауґзбурзьку угоду, за результатами якої розпочалися масові утиски і гоніння супроти багатьох німецьких лютеран. Релігійна свобода в деяких регіонах була забезпечена для лютеран Пассауським миром 1552 року, а також відповідно до юридичного принципу Cuius regio, eius religio (релігія правителя повинна була диктувати релігію керованих) та положеннями Декларації Фердинанда (обмежена релігійна терпимість) Ауґзбурзького миру.

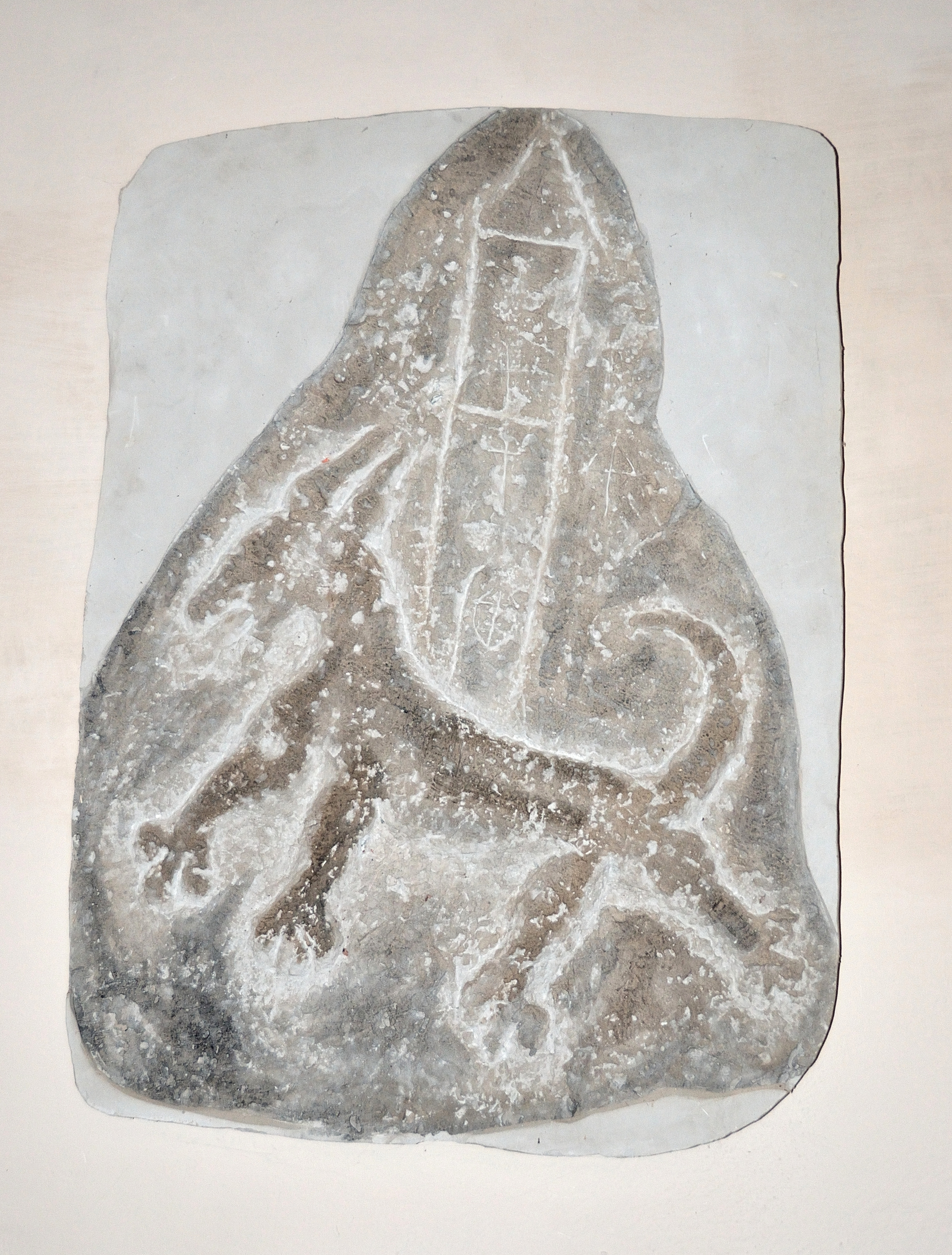
Точна копія Хундскірку

У середині XVI століття у лютеранстві вирували релігійні суперечки між криптокальвіністами, філіппістами, сакраментаріями, убіквітаріанцями та гнесіо-лютеранами. Врешті, все завершилося спільною згодою, яку сформували у Формулі злагоди. Велика кількість політично та релігійно-впливових лідерів зібралися разом, обговорили та вирішили вищепоставлені питання, які були суперечливими, на підставі Писання, внаслідок чого з'явилася Формула, яку підписали понад 8000 лідерів. Книга Злагоди замінила більш ранні, неповні збірки доктрин, об'єднавши всіх німецьких лютеран однаковою доктриною і започаткувавши період лютеранської ортодоксії.
У країнах, де державною релігією був католицизм, лютеранство офіційно вважалося незаконним, хоча практиковалося по-різному. До кінця контрреформації деякі лютерани поклонялися таємно, наприклад, у Хундскірку (що перекладається як собача церква або собачий вівтар), камені для причастя у формі трикутника в канаві між хрестами в Патерніоні, Австрія. Коронована змія, можливо, є алюзією на Фердинанда II, імператора Священної Римської імперії, а собака, можливо, позначає Петра Канізія. Інша постать, зображена у вигляді равлика, що несе церковну вежу, можливо, є метафорою протестантської церкви. Також на камені зображено число 1599 та фраза, яка перекладається як «так потрапляє у світ».

### Лютеранська ортодоксія
Історичний період лютеранської ортодоксії ділиться на три частини: Рання ортодоксія (1580-1600), Висока ортодоксія (1600-1685) та пізня ортодоксія (1685-1730). Лютеранська схоластика поступово розвивалася, особливо для суперечок з єзуїтами, і остаточно утвердилася завдяки Йоганну Герхарду. Абрахам Каловіус являє собою кульмінацію схоластичної парадигми в ортодоксальному лютеранстві. Серед інших ортодоксальних лютеранських теологів — Мартін Хемніц, Егідій Гунній, Леонхард Хуттер, Ніколаус Гунніус, Йеспер Брохманд, Саломо Гласіус, Йоганн Хюльсеман, Йоганн Конрад Даннхауер, Йоганнес Андреас Квенштедт, Йоганн Фрідріх Кеніг та Йоганн Вільгельм Байєр.
Ближче до кінця Тридцятирічної війни дух компромісу, який спостерігався у Філіппа Меланхтона, знову піднявся під час служби в Гельмштедського університету  і особливо у богослов'ї Георгія Калікста, викликавши синкретичні суперечки. Іншим богословським питанням був крипто-кенотичний спір.
Пізню ортодоксію роздирав вплив раціоналізму, філософії, заснованої на розумі і пієтизму, відродницького рух в лютеранстві. Після століття життєздатності пієтистські богослови Філіп Якоб Шпенер  та Август Герман Франке попереджали, що ортодоксія виродилася в безглуздий інтелектуалізм та формалізм, а ортодоксальні богослови вважали емоційну та суб'єктивну спрямованість пієтизму вразливою для раціоналістичної пропаганди. У 1688 році фінський радикальний пієтист Ларс Ульстадіус пробіг голяка центральним проходом собору Турку, викрикуючи, що ганьба фінських священнослужителів буде розкрита, як його нинішня ганьба.
Останнім відомим ортодоксальним лютеранським теологом до раціоналістичного Aufklärung або Enlightenment був Девід Холлатц. Пізній ортодоксальний теолог Валентин Ернст Лешер брав участь у полеміці проти пієтизму. Середньовічні містичнітрадиції продовжилися у роботах Мартін Моллер, Йоганн Арндт та Йоахім Люткеманн. Пієтизм став суперником ортодоксії, але прийняв деякі твори ортодоксальних теологів, включаючи Арндта, Крістіан Срівер та Стефан Преторіус.

### Раціоналізм
Філософи-раціоналісти з Франції та Англії мали величезний вплив у XVIII столітті, поряд з німецькими раціоналістами Крістіаном Вольфом, Готфрідом Лейбніцем та Іммануїлом Кантом. Їхні роботи призвели до зростання раціоналістичних поглядів «на шкоду вірі в Бога та злагоді з Біблією».
В 1709 р. Валентин Ернст Лешер виступив з перестогою, що новий раціоналістичний погляд на світ докорінно змінив суспільство, поставивши під сумнів всі аспекти теології. Замість враховувати авторитет божественного одкровення, пояснював він, раціоналісти у пошуках істини покладалися виключно на своє особисте розуміння.
Йоганн Мельхіор Гезе (1717-1786), пастор церкви Святої Катерини, що в Гамбурзі, написав об'ємні апологетичні роботи врозріз переконанням раціоналістів, включаючи богословський та історичний захист проти історичної критики Біблії.
Незгодні лютеранські пастори часто зазнавали осуду з боку державної бюрократії, яка почала займатися дозором за священослужителями, наприклад, коли вони йшли в супереч раціоналістичним твердженням під час викладу у парафіяльній школі. Внаслідок впливу місцевої форми раціоналізму, званої неологією, до другої половини XVIII століття справжнє благочестя можна було знайти майже виключно у невеликих пієтистських конвентах. Однак деякі миряни зберегли лютеранську ортодоксію як від пієтизму, так і від раціоналізму, використовуючи старі катехизи, збірки гімнів, постили та побожні твори, у тому числі написані Йоганном Герхардом, Генріхом Мюллером та Крістіаном Скрівером.

### Рівайвелізм

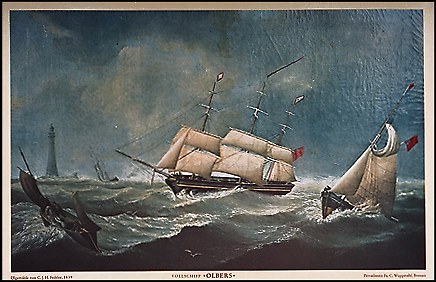
Olbers, один із кораблів, що перевозив старих лютеран до Західної півкулі

У 1806 році вторгнення Наполеона до Німеччини сприяло розвитку раціоналізму та обурило німецьких лютеран, пробудивши в народі бажання зберегти теологію Лютера від раціоналістичної загрози. Ті, хто асоціювався з цим пробудженням, вважали, що розум недостатній, і вказували на важливість емоційного релігійного досвіду. Найвідоміший противником був Йоган Георг Гаман, мирянин, дослідник М. Лютера, що прославився волевим протистоянням раціоналізму і прагнув відродження, відомого як Erweckung, чи Awakening. 
Виникали невеликі групи, часто в університетах, які присвячували себе вивченню Біблії, читання побожних творів та зборів пробудження. Хоча на початку цього пробудження спостерігалася сильна тенденція до романтизму, патріотизму і досвіду, близько 1830 акцент пробудження змістився на відновлення традиційної літургії, доктрини і сповідання лютеранської церкви в неолютеранському русі.
Це пробудження охопило всю Скандинавію разом з Ісландією. Воно розвинулося з німецького неолютеранства та пієтизму. Данський пастор і філософ Ніколай Фредерік Северін Ґрундтвіґ змінив церковне життя по всій Данії через реформаторський рух, що розпочався 1830 року. Він також написав близько 1500 гімнів, у тому числі Слово Боже - наша велика спадщина. 
У Норвегії Ганс Нільсен Гауге, світський вуличний проповідник, наголошував на духовної дисципліні і започаткував Хаугеанський рух, за яким пішло Джонсонівське пробудження  Джонсонівське пробудженняу державній церкви. Це пробудження підняло зростання іноземних місій у Норвегії для нехристиян на нову висоту, яку з того часу ніколи не було досягнуто. У Швеції Ларс Леві Лестадіус почав рух Лаестадіан, який наголошував на моральну реформу. У Фінляндії фермер Пааво Руотсалайнен розпочав Фінське пробудження, коли він почав проповідувати про покаяння та молитву.
У 1817 році Фрідріх Вільгельм III Прусський наказав лютеранській та реформатській церквам на своїй території об'єднатися, утворивши Прусський союз церков. Об'єднання двох гілок німецького протестантизму викликало розкол старих лютеран. Багато лютерани, звані «старими лютеранами» , вирішили залишити державні церкви, попри тюремне ув'язнення і військову силу. Деякі утворили незалежні церковні організації, або «вільні церкви», у себе вдома, а інші поїхали до США, Канади та Австралії. Аналогічне законодавче злиття в Сілезії спонукало тисячі людей приєднатися до старолютеранського руху. Суперечка про екуменізм затьмарила інші розбіжності у німецькому лютеранстві.
Попри політичне втручання у церковне життя, місцеві та національні лідери прагнули відновити та оновити християнство. Неолютеранин Йоган Конрад Вільгельм Лехе і лідер старолютеранської вільної церкви Фрідріх Август Брюнн відправляли молодих людей за кордон служити пасторами для американців німецького походження, а Внутрішня місія рух Лаестадіан зосередилася на оновленні ситуації вдома. Йоганн-Готфрід Гердер, суперінтендант у Веймарі та частина руху Внутрішньої місії, приєднався до романтичного руху з його прагненням зберегти людські емоції та досвід від раціоналізму.
Ернст Вільгельм Хенгстенберг, хоч і виріс реформатом, у молодості переконався в істинності історичного лютеранства. Він очолив неолютеранську богословську «Репристинація», яка виступала за повернення до ортодоксальних богословів XVII століття та проти сучасної бібліїстики. Будучи редактором періодичного видання Evangelische Kirchenzeitung, він перетворив його на головну опору неолютеранського відродження та використав для нападок на всі форми теологічного лібералізму та раціоналізму. Хоча за сорок років свого перебування на чолі відродження він отримав велику кількість наклепів і глузувань, він ніколи не здавав своїх позицій.
Ще однією силою реформ став теологічний факультет університету Ерлангена в Баварії. Там професор Адольф фон Харлес, хоча раніше він був прихильником раціоналізму та німецького ідеалізму, зробив Ерланген магнітом для теологів, орієнтованих на відродження. Названі Ерлангенською богословською школою вони розробили нову версію Втілення, яка, на їхню думку, підкреслювала людяність Ісуса краще, ніж екуменічні віровчення. Як богослови вони використовували сучасні історико-критичні та гегелівські філософські методи замість того, щоб намагатися відродити ортодоксію XVII століття.
Фрідріх Юліус Шталь очолював лютеран Високої церкви. Попри юдейське походження, він був хрещений як християнин у віці 19 років під впливом лютеранської школи, яку Фрідріх відвідував. Будучи лідером неофеодальної прусської політичної партії, він виступав за божественне право королів, владу дворянства та єпископальне управління церквою. Разом із Теодором Клефоттом та Август Фрідріх Крістіан Вільмар він виступав за угоду з Римо-католицькою церквою щодо авторитету інституційної церкви, дієвості таїнств ex opere operato та божественної влади духовенства. Однак, на відміну від католиків, вони також закликали до повної згоди з Книгою Злагоди.

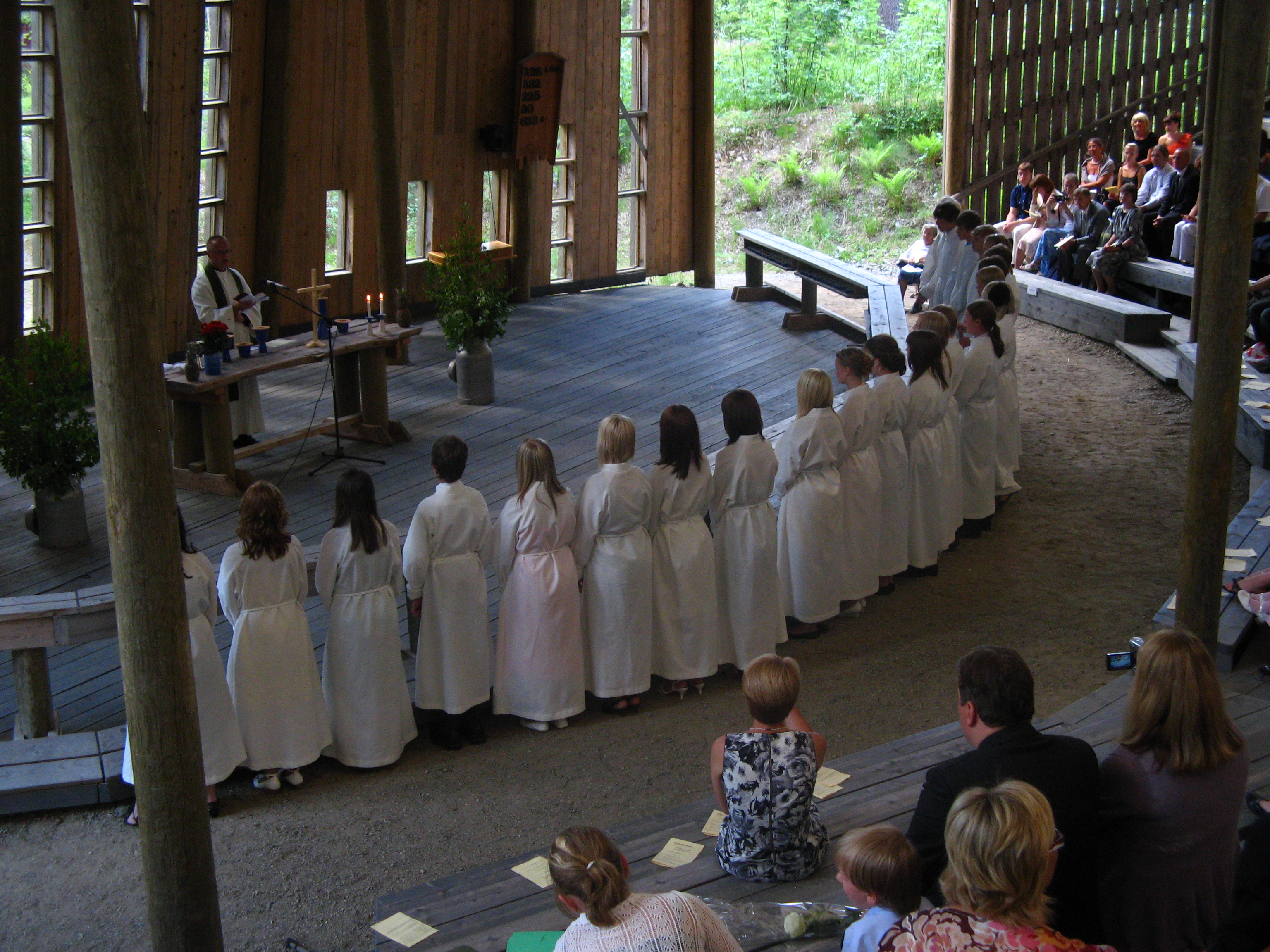
Богослужіння фінських лютеран.

Неолютеранському руху вдалося уповільнити розвиток секуляризму і протистояти атеїстичного марксизму, але він не досяг особливого успіху в Європі. Він частково досягл успіху в продовженні прагнення пієтистського руху виправити соціальні помилки і зосередитися на індивідуальному зверненні. Неолютеранський заклик до оновлення не зміг досягти широкого народного визнання, тому що він як розпочався, так і продовжився піднесеним, ідеалістичним романтизмом, який не вживався з дедалі більш індустріалізованою та секуляризованою Європою. У кращому разі робота місцевих лідерів призводила до того, що в окремих районах відбувалося активне духовне оновлення, але загалом люди у лютеранських районах продовжували дедалі більше віддалятися від церковного життя. Крім того, рухи відродження поділялися за філософськими традиціями. Репристинська школа та старі лютерани схилялися до кантіанства, тоді як Ерлангенська школа просувала консервативну гегельянську перспективу. До 1969 року Манфрід Кобер скаржився, що «невіра лютує» навіть у німецьких лютеранських парафіях.

## У світі
За даними на 2019 рік, у світі налічується понад 77 мільйонів лютеран. Понад 32 мільйони з них живуть у Європі, але вони присутні і на інших континентах, як внаслідок еміграції з європейського континенту, так і внаслідок місій. У Європі лютеранство є домінуючою конфесією у Швеції, Данії, Норвегії, Ісландії, Фінляндії, Естонії, Латвії та північній Німеччині.
У 2010 році переважна більшість лютеран, понад 70,5 мільйонів осіб (95,04%), належали до церков, пов'язаних із Всесвітньою лютеранською федерацією. Всесвітня лютеранська федерація була заснована у 1947 році і налічує 145 церков-членів із 98 країн. Штабквартира ВЛФ знаходиться у Женеві. Президентом Всесвітньої лютеранської федерації є преподобний єпископ Муніб Юнан (Євангелічно-лютеранська церква в Йорданії та Святій Землі). Існують також дві інші лютеранські міжнародні міжцерковні організації: Міжнародна лютеранська рада та Конфесійна євангелічно-лютеранська конференція. Невелика кількість лютеран належить до церков, які не пов'язані з жодною з цих організацій.
Всесвітня лютеранська федерація у 2020 році опублікувала статистичні дані про лютеранство за 2019 рік. При їх інтерпретації важливо враховувати різні методики, які використовують різні церкви для визначення кількості віруючих, відсутність оновлення деяких даних та адміністративні зміни. У цій статистиці лютерани також включають віруючих церков Євангелії. Деякі з цих даних представлені в таблицях нижче:
| Африка                     | 28 106 430 |
| Азія                       | 12 407 069 |
| Європа                     | 32 565 724 |
| Латинська Америка і Кариби | 755 924    |
| Північна Америка           | 3 658 842  |
| Всього                     | 77 493 989 |

| Кількість лютеран по країнам | Кількість лютеран по країнам |
| Країни                       | Кількість                    |
| ---------------------------- | ---------------------------- |
| Німеччина                    | 10 814 631                   |
| Ефіопія                      | 10 404 128                   |
| Танзанія                     | 7 916 253                    |
| Швеція                       | 5 900 000                    |
| Індонезія                    | 5 705 589                    |
| Індія                        | 4 386 957                    |
| Данія                        | 4 339 511                    |
| Фінляндія                    | 3 800 000                    |
| Норвегія                     | 3 746 308                    |
| США                          | 3 563 842                    |

### Поширення
Ця карта показує, де члени церков-членів ВЛФ перебували в 2013 році.
      Більше ніж 10 мільйонів
      Більше ніж 5 мільйонів
      Більше ніж 1 мільйонів
      Більше ніж 500 тисяч
      Більше ніж 100 тисяч

## В Україні
На сьогодні в Україні існують кілька лютеранських деномінацій. Одними з найбільших є Українська Лютеранська Церква (УЛЦ) та Німецька Євангелічно-Лютеранська Церква України (НЄЛЦУ). 
УЛЦ поєднує лютеранське віровчення з традиційним для українців східним обрядом, зберігаючи таким чином не лише богослужбові традиції, а й архітектурну спадщину храмів візантійського зразка. Церква є консервативною і не підтримує зв'язків з іншими конфесіями, що мають відмінності у віровченні.
НЄЛЦУ має децентралізовану структуру, тому літургія в окремих громадах відбувається відповідно до демократичного вибору мирян. Через невелику кількість лютеран в Україні, порівняно з Німеччиною, НЄЛЦУ не має триступеневої ієрархії і обходиться лише пасторами та єпископом.
Загалом лютеранство в Україні має консервативні риси - жіноче служіння заборонене, не кажучи вже про толерування одностатевих шлюбів.